# ザ・スピングラス
株式会社ザ・スピングラスは、日本のテレビ番組制作会社。
テレビ・ラジオ放送番組、ビデオソフト、CDソフト、DVDソフト、コマーシャルの企画、制作、販売並び版権事業を手がけている。

## 主な番組実績
現在放送中の制作番組
- ネプリーグ
- TOKIOカケル
- いただきハイジャンプ
- 人志松本のすべらない話
- IPPONグランプリ
- 爆笑そっくりものまね紅白歌合戦スペシャル
- 27時間テレビ
- チコちゃんに叱られる!

これまで放送された制作番組
- MATSUぼっち
- ワイドナショー
- NIKKEIプラス1をみてみよう
- ペケ×ポン
- 山Pのkiss英語
- 人狼〜嘘つきは誰だ?〜
- ザ・ドキドキどっきり
- EXILEカジノ
- ミレニアムズ
- 大人のKISS英語
- 教訓のススメ
- バナナマンの決断までのカウントダウン
- 噺家が闇夜にコソコソ
- 魁!音楽番付
- 日本くぎづけ大学
- おもしろ言葉ゲーム OMOJAN
- あなたの知るかもしれない世界
- ジャニーズカウントダウン
- ワラリズム
- クイズ・ソモサン・セッパ!
- 劇団ひとり＆ビビる大木のどこイク!?
- 爆笑 大日本アカン警察
- バチバチエレキテる
- 寺門ジモンの常連めし～奇跡の裏メニュー～
- 東京留学
- はねるのトびら
- おノロケ
- 5LDK
- アイアンシェフ
- ロケットライブ
- サタデー・ナイト・ライブ JPN
- ７０人の芸能人がひくほど本気になっちゃう春のガチ運動会
- ALL STAR WARS
- なかよしテレビ
- 千原ジュニアの映画製作委員会
- Good Living
- その顔が見てみたい
- 人志松本の○○な話
- ナダールの穴
- 本田んち
- 面白い八人。
- お笑い芸人どっきり王座決定戦スペシャル
- 板尾ロマン
- (株)世界衝撃映像社
- 兵動・小籔のおしゃべり一本勝負
- マツコの部屋
- 魁!ミュージック
- ジャニーズJr.dex
- ファミレストーク王決定戦
- スター☆ドラフト会議
- 24時間テレビ
- トリビアの泉 〜素晴らしきムダ知識〜
- VS嵐
- バイキング
- ダウンタウンなう
- 直撃!シンソウ坂上
- マーサ＆ハニー
- HEY!HEY!HEY! MUSIC CHAMP